# James Russell Wiggins
James Russell Wiggins (Luverne, 4 de diciembre de 1903-Brooklin, 19 de noviembre de 2000) fue un editor estadounidense que trabajó para el The Washington Post entre 1947 y 1968. También se desempeñó como embajador de los Estados Unidos ante las Naciones Unidas entre 1968 y 1969.

## Biografía
Nació en Luverne (Minnesota), hijo de agricultores. No asistió a la universidad, y a lo largo de su carrera recibió 10 títulos honorarios.
Tras graduarse de la escuela secundaria en 1925, comenzó a trabajar como periodista en un periódico local, el cual posteriormente compró a través de un préstamo de 10.000 dólares. En 1930 comenzó a trabajar para el St. Paul Pioneer Press de Saint Paul (Minesota), como reportero, siendo corresponsal en Washington D. C. entre 1933 y 1938, y finalmente editor del mismo.
Durante la Segunda Guerra Mundial, sirvió como oficial de inteligencia del Cuerpo Aéreo del Ejército de los Estados Unidos en el Norte de África e Italia. En 1945, regresó a Saint Paul como editor de la Dispatch-Pioneer Press y al año siguiente se unió al New York Times.
Se unió a The Washington Post en 1947 como editor gerente y en 1955, fue nombrado editor ejecutivo. Entre 1960 y 1968, fue editor y vicepresidente ejecutivo, siendo responsable de los departamentos de noticias y editoriales. En sus diferentes cargos trabajó para posicionar al periódico. Además, fue presidente de la Sociedad Estadounidense de Editores de Periódicos (ASNE, por sus siglas en inglés) y del Gridiron Club de Washington D. C.
En 1953, a pedido del senador Joseph R. McCarthy, Wiggins presidió un comité de la ASNE para investigar si James A. Wechsler, columnista del New York Post, tenía simpatías comunistas. El informe expresó que «una prensa que tiene la necesidad de rendir cuentas al gobierno por sus opiniones no es una prensa libre». McCarthy, como respuesta, acusó a Wiggins de haber «prostituido y puesto en peligro la libertad de prensa por medio de ataques falsos, viciosos e intemperantes contra cualquiera que se atreva a exponer a cualquiera de los comunistas encubiertos».
En octubre de 1968, el presidente Lyndon B. Johnson lo nombró embajador ante las Naciones Unidas, por su cercanía al mandatario y por su apoyo a las políticas intervencionistas y anticomunistas hacia Vietnam, reflejadas en las editoriales publicadas en The Washington Post. Permaneció en Naciones Unidas hasta el inicio de la presidencia de Richard Nixon. Después de retirarse del Post en 1968, la posición editorial del periódico con respecto a Vietnam comenzó a cambiar notablemente.
Posteriormente, se mudó a Maine donde fundó y editó The Ellsworth American, un periódico semanal. Falleció en noviembre de 2000 en su casa de Brooklin (Maine), a causa de una insuficiencia cardíaca congestiva.

## Publicaciones
- Freedom or Secrecy (1956).[2]